# Saint-Médard-Nicourby
Saint-Médard-Nicourby település Franciaországban, Lot megyében. Lakosainak száma 98 fő (2022. január 1.). Saint-Médard-Nicourby Gorses, Labathude, Montet-et-Bouxal és Terrou községekkel határos.

## Népesség
A település népessége az elmúlt években az alábbi módon változott:
| Lakosok száma | 142  | 108  | 101  | 90   | 82   | 84   | 93   | 94   | 95   | 98   |
|               | 1968 | 1982 | 1990 | 2006 | 2013 | 2015 | 2017 | 2019 | 2020 | 2022 |